# Vérossaz
Vérossaz är en ort och kommun i distriktet Saint-Maurice i kantonen Valais, Schweiz. Kommunen har 893 invånare (2023).